# Гассан аль-Джабарті
Гассан аль-Джабарті (араб. حسن الجبرتي </link>) (пом. 1774) — сомалійський математик, теолог, астроном і філософ, який жив у Каїрі в Єгипті у XVIII столітті.

## Біографія
Гассан Аль-Джабарті був батьком історика Абд аль-Рахмана аль-Джабарті і походив із сомалійського міста Сайла. Його вважають одним із найбільших єгипетських науковців XVIII століття. Він часто проводив у власному будинку експерименти, які спостерігали європейці.